# Aristaeomorpha woodmasoni
Aristaeomorpha woodmasoni is een tienpotigensoort uit de familie van de Aristeidae. De wetenschappelijke naam van de soort is voor het eerst geldig gepubliceerd in 1925 door Calman.